# Chlorochaeta dentata
Chlorochaeta dentata är en fjärilsart som beskrevs av Moore 1867. Chlorochaeta dentata ingår i släktet Chlorochaeta och familjen mätare. Inga underarter finns listade i Catalogue of Life.